# Erich Hoffmann (Agrarwissenschaftler)
Erich Hoffmann (* 26. September 1904 in Heinitz (Neunkirchen); † 16. Oktober 1989 in Halle (Saale)) war ein deutscher Agrarwissenschaftler.

## Leben
Erich Hoffmann war Sohn eines Generaldirektors der A. Riebeck’schen Montanwerke. Nach dem Besuch der Schule studierte er in Frankfurt am Main Betriebswirtschaftslehre. Während des Studiums wurde er 1926 im Corps Austria Mitglied. 1929/1930 war er Vorsitzender der Deutschen Studentenschaft (DSt). Danach wechselte er an die Universität Halle (Saale) und promovierte dort zum Doktor der Agrarwissenschaften.

### Beruf
Nach einem Aufenthalt als Assistent in den USA ließ Hoffmann sich in Mecklenburg nieder und bewirtschaftete dort das eigene Gut Jürgenshof am Plauer See, bis zur Enteignung durch die Bodenreform.
1945 kehrte Hoffmann an die Universität Halle zurück und habilitierte sich dort 1947 im Fach landwirtschaftliche Betriebslehre. 1950 wurde er Direktor des Institutes für Landwirtschaftliche Betriebs- und Arbeitslehre an der Universität Halle. Kurz darauf geriet er jedoch in das Visier von Ermittlungen des Ministeriums für Staatssicherheit. Von dort warf man ihm „bürgerliche Auffassungen“ und die Mitgliedschaft im Professorenzirkel Spirituskreis vor. Ab 1952 war er Mitglied der Synode der Evangelischen Kirchenprovinz Sachsen. Er „nahm aktive Christen als Doktoranden und Mitarbeiter in sein Institut auf und deckte sie vor Anfeindungen“. Nach dem Aufstand vom 17. Juni 1953 geriet Hoffmann in einen offenen Konflikt mit der SED. 1958 wurde Hoffmann auf Druck der Staatssicherheit von der Hochschule entlassen. Außerdem wurde er aus der 1956 nebenamtlich angetretenen Position als Direktor des Volkseigenen Lehr- und Versuchsguts im Gut Etzdorf bei Halle entlassen.
Ab 1958 war der Agrarwissenschaftler Mitarbeiter der Deutschen Akademie für Landwirtschaftswissenschaften und gründete die Koordinierungsstelle für Feldversuchswesen in Bad Lauchstädt.
Unter dem Präsidenten der Leopoldina Kurt Mothes war Erich Hoffmann Mitglied dieser gesamtdeutsch arbeitenden Akademie der Naturforscher mit Sitz in Halle.

### Engagement in der evangelischen Kirche
Erich Hoffmann gehörte von 1960 bis 1972 der Kirchenleitung der Kirchenprovinz Sachsen an. 1966 vertrat er die ostdeutsche Kirche bei einer Konferenz des Ökumenischen Rates der Kirchen über „Kirche und Gesellschaft“ in Genf. Er war Mitglied der Kuratorien der Evangelischen Forschungsakademie und der Evangelischen Akademie Sachsen-Anhalt. Er hielt zahlreiche Vorträge in der Evangelischen Studentengemeinde Halle, vor allem in ihrem ersten Domizil, dem ehemaligen Jenastift, sowie in Evangelischen Akademien. Als staatsideologisch unabhängiger Experte war er 1971 maßgeblich an der Gründung des Netzwerkes INKOTA (Information – Koordination – Tagungen) für entwicklungspolitische Bildung und Aktion in der DDR beteiligt.

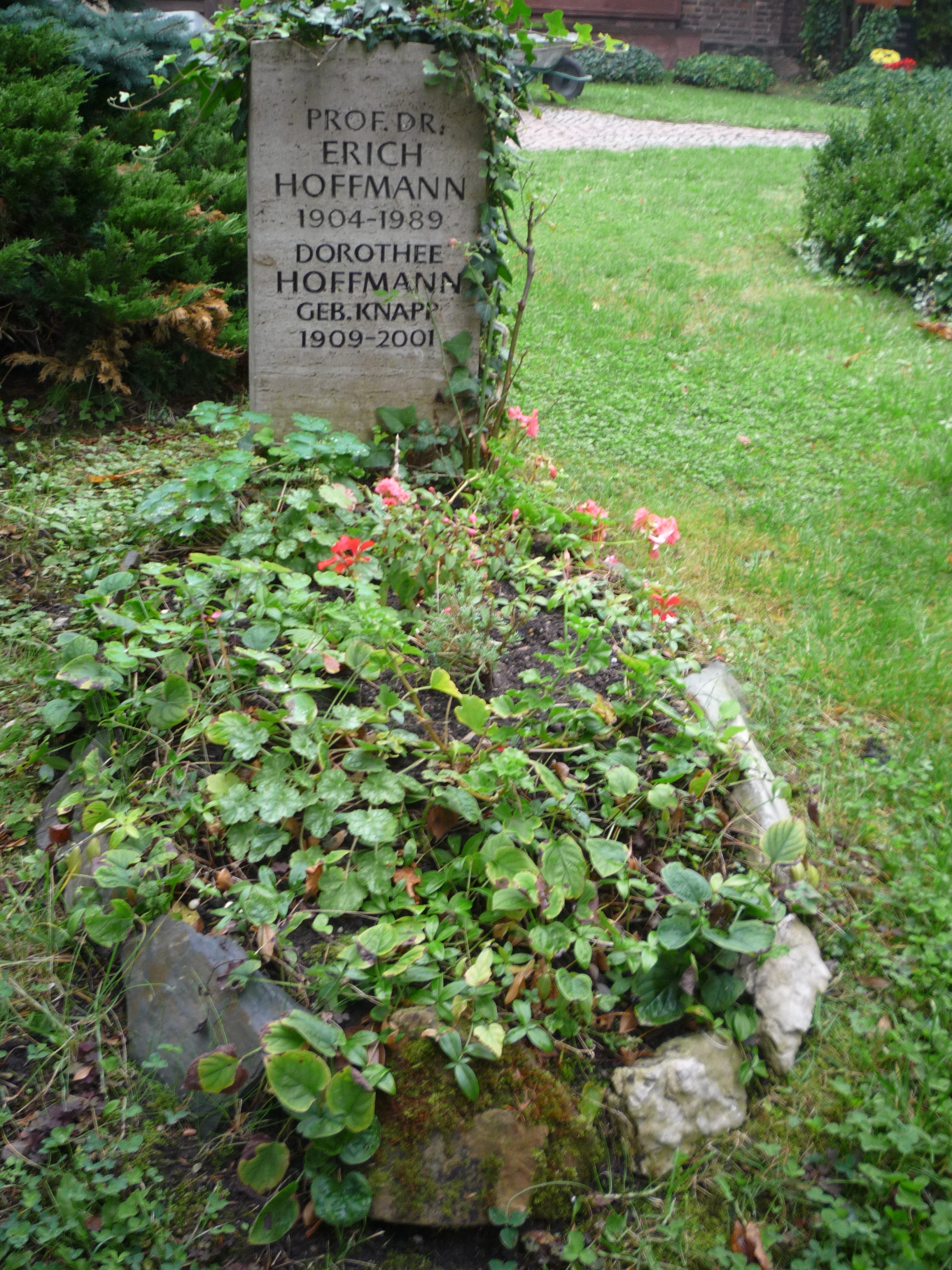
Grab von Hoffmann in Halle, Laurentiusfriedhof

## Gedenken
- Kolloquium im Gedenken an Erich Hoffmann, Direktor des Institutes für Landwirtschaftliche Betriebs- und Arbeitslehre von 1950–1958, an der Martin-Luther-Universität Halle-Wittenberg am 16. Dezember 2005, mit Vorträgen von Armin Kasten (Erich Hoffmann – ein Lebensbild), Helmut Dietzel (Erich Hoffmann – Mitglied des Spirituskreises) und Walter Roubitschek (Erich Hoffmann als Förderer der Agrargeografie)[11]

## Schriften
- Bäuerliche Betriebsführung. Berlin 1949.
- Produktionskostenrechnung in der wirtschaftlichen Rechnungsführung. Leipzig 1954.
- Betriebswirtschaftliche Betrachtungen zu den Vollerntemaschinen. Leipzig 1955.
- Der Obstbau. Radebeul 1956.
- Betriebsvergleich und Betriebsstatistik in der Landwirtschaft. Radebeul 1957.